# وادی عنب
وادی عنب (به عربی: وادي العنب) یک شهرداری در الجزایر است که در استان عنابه واقع شده‌است.
 وادی عنب  ۲۱٬۰۸۸ نفر جمعیت دارد و ۱۵ متر بالاتر از سطح دریا واقع شده‌است.